# Maison la Bluette
La maison La Bluette ou villa La Bluette est un monument construit par l'architecte Hector Guimard en 1899 à Hermanville-sur-Mer dans le Calvados.

## Localisation
La villa est située 272 rue du Pré-de-l'Isle à Hermanville-sur-Mer, digue de la Brèche.

## Histoire
L'édifice a été construit par l'architecte Hector Guimard en 1899 pour un avocat parisien, Prosper Grivellé. Le garage pourvu d'une chambre est ajouté vers 1925.
La maison est, avec un autre édifice, « la seule maison rescapée de la première période de construction de Guimard ».
L'édifice est classé et inscrit partiellement au titre des monuments historiques par un arrêté du 15 décembre 2005.

## Architecture

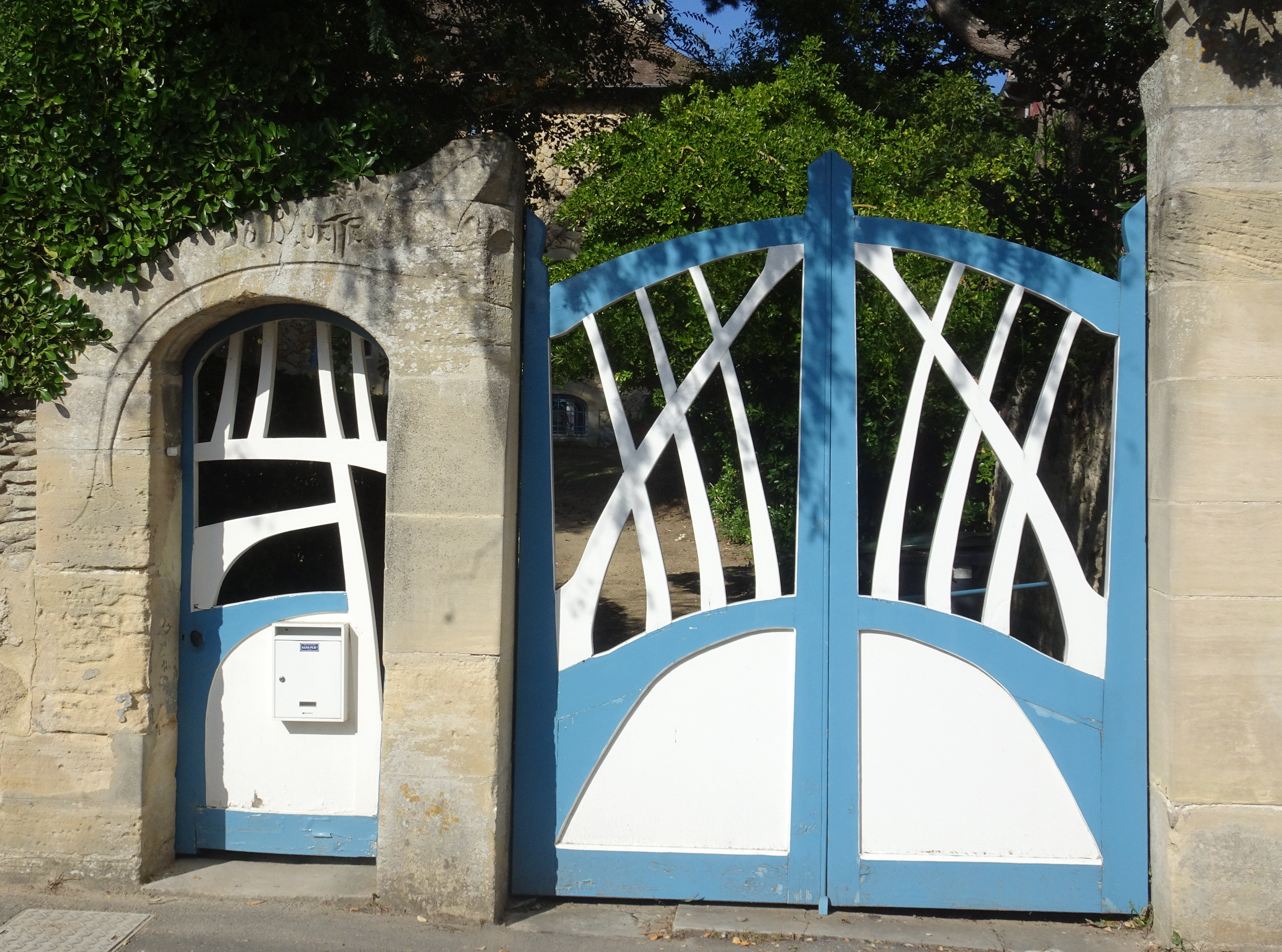
Le portail (côté rue).
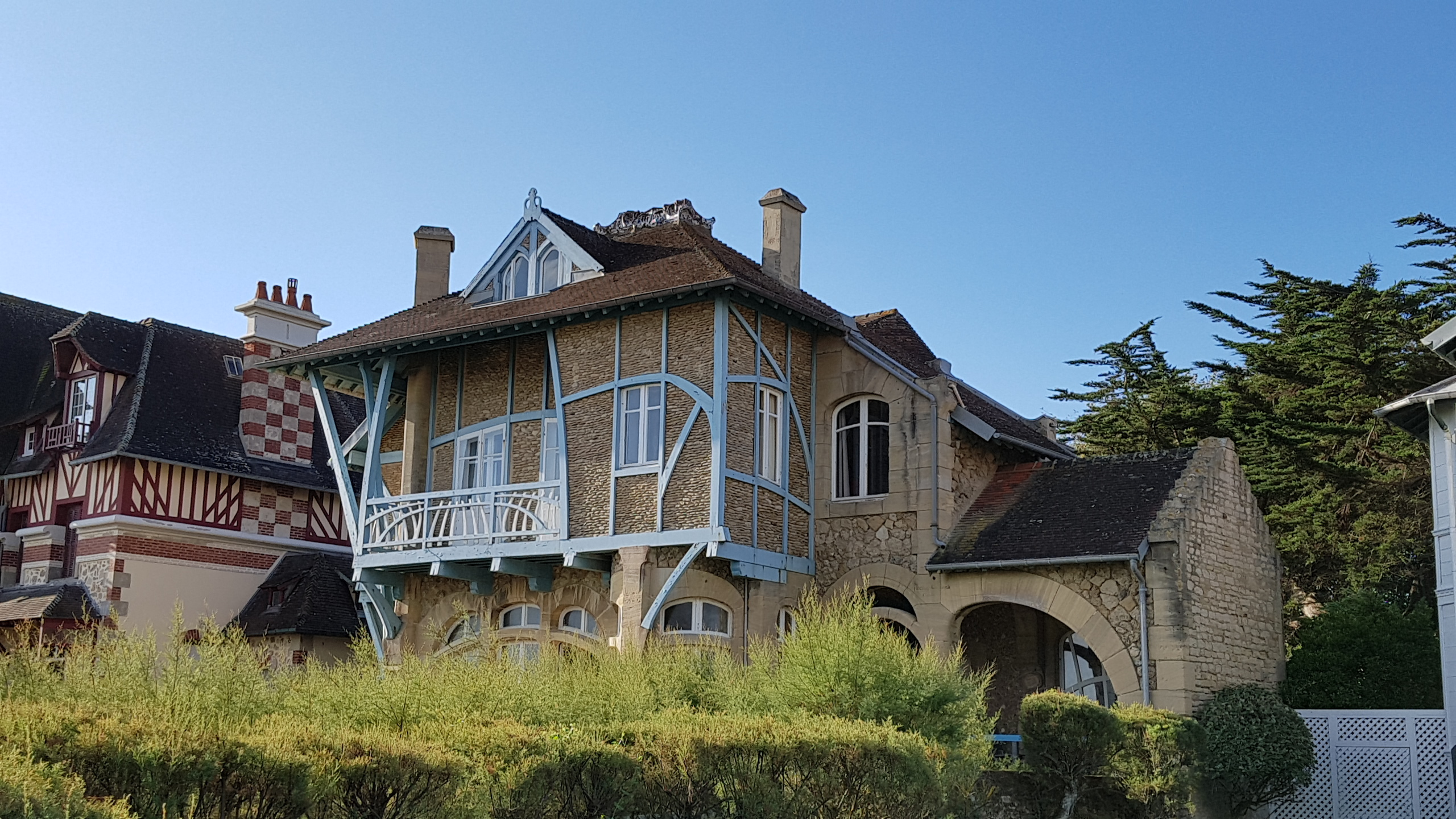
1er étage.

L'édifice est construit en pierre calcaire et galets, et pan de bois, dans le style Art nouveau, très peu représenté dans le département du Calvados. Les boiseries sont peintes en bleu.
La villa de Guimard appartient à la vague de villas de villégiature créées de Lion-sur-Mer à Hermanville-sur-Mer. Elle est également connue sous le nom alternatif de la Houle .